# ANPAR
ANPAR ou Andrault & Parat est une agence d'architecture dirigée par Michel Andrault (né à Montrouge le 17 décembre 1926, mort le 5 avril 2020) et Pierre Parat (né à Versailles le 16 avril 1928 - mort le 8 octobre 2019) active de 1957 à 1995.

## Historique de l'agence
Tous deux formés aux Beaux-Arts de Paris, ils sont diplômés en 1955. Pierre Parat est par ailleurs diplômé de l'École polytechnique de Lima. Ils s'associent en 1957 après avoir gagné le concours international pour la construction de la basilique-sanctuaire Madonna delle Lacrime de Syracuse.
Ils réalisent très rapidement un grand nombre de logements collectifs. Ils participent à la recherche de nouvelles formes dans le domaine en initiant une architecture de cellules disposées en terrasses et désignées sous le nom de « pyramides ». On les trouve notamment à Épernay, Villepinte, Évry, Champs-sur-Marne, Plaisir, Fontenay-sous-Bois…
Ils réalisent par ailleurs un certain nombre de tours de bureaux et logements à Paris aux formes caractéristiques. Ces réalisations associent des structures porteuses en béton à de vastes cubes de verre et d'acier : on les retrouve dans les grandes opérations urbaines des années 1970 de la capitale — la ZAC Front-de-Seine, l'opération Italie 13 — et pour un certain nombre de sièges sociaux en province. L'agence réalise dans le courant des années 1990 quelques-uns des plus grands gratte-ciels de  la Défense.
Une de leurs réalisations les plus connues est le palais omnisports de Paris-Bercy.

## Principales réalisations
- 1957 : lauréats du concours pour la basilique de Syracuse, consacrée en 1994
- 1960 : centre commercial des Bas Coudrais à Sceaux (Hauts-de-Seine)
- 1960-1963 : ensemble d'habitations de La Chancellerie à Bourges (261 logements)
- 1961-1962 : usine de céramique CERABATI à Châteauroux
- 1963-1969 : ZUP de Mont-Bernon, dont les immeubles pyramides à Épernay
- 1964 : restaurant universitaire, Université du Maine, avenue Olivier Messiaen Le Mans
- 1965-1967 : immeuble de bureaux pour IBM à Orléans avec Jean-Pierre Sarrazin
- 1966 : village de vacances VVF à Chambonas (Ardèche)
- 1966 : résidence l'Orée de Sénart rue Pierre Brossolette à Draveil (Essonne)[3]
- 1966-1968 : lycée Voltaire d’Orléans La Source (35 000 m2)
- 1969-1970 : caisse régionale du Crédit agricole à Auxerre
- 1969-1976 : village de Vacances VVF « Casteljau », commune de Berrias-et-Casteljau  (Ardèche)
- 1970 : immeuble « pyramide » route de Tremblay, à Villepinte (Seine-Saint-Denis)
- 1970-1973 : Centre universitaire de Tolbiac - centre Pierre-Mendès-France dans le 13e arrondissement de Paris[4]
- 1971-1973 : centre régional du Crédit agricole à Saint-Jean-de-Braye (Loiret)
- 1972 : logements avenue des Pyramides à Champs-sur-Marne (Seine-et-Marne) dans la ville nouvelle de Marne-la-Vallée
- 1972 : Agence Havas à Neuilly-sur-Seine
- 1973 : le World Trade Center au Havre
- 1974-1977 : Maisons « gradins-jardins » 29-47, avenue du Vercors à Meylan (Isère)[5]
- 1974-1980 : quartier Les Pyramides à Évry, en collaboration avec Michel Macary[6]
- 1975-1978 : immeuble d'habitation Tour Totem de la ZAC du Front de Seine dans le 15e arrondissement de Paris (207 logements), en collaboration avec la sculptrice Yvette Vincent-Alleaume, pour le hall[7].
- 1976 : immeubles d'habitation, rue Delacroix et rue d'Halatte, quartier du Moulin, Creil (Oise)[8]

- 1978 : immeubles d'habitation (78 logements), résidence Le Ponant, quartier Orgement, Angers (Maine-et-Loire)
- 1980 : réalisation du collège de Remalard dans l'Orne, en collaboration avec le sculpteur Philolaos Tloupas, un mur sculpté en béton lavé et acier inoxydable.
- 1979-1984 : palais omnisports de Paris-Bercy dans le 12e arrondissement de Paris[9]
- 1988 : réhabilitation du CNIT à La Défense
- 1990 : tour Séquoia à La Défense
- 1992 : tour Kupka à La Défense[10]
- 1995 : tours Société générale à La Défense[11]
- 1996 : Hotel Renaissance Paris La Défense[12] à La Défense

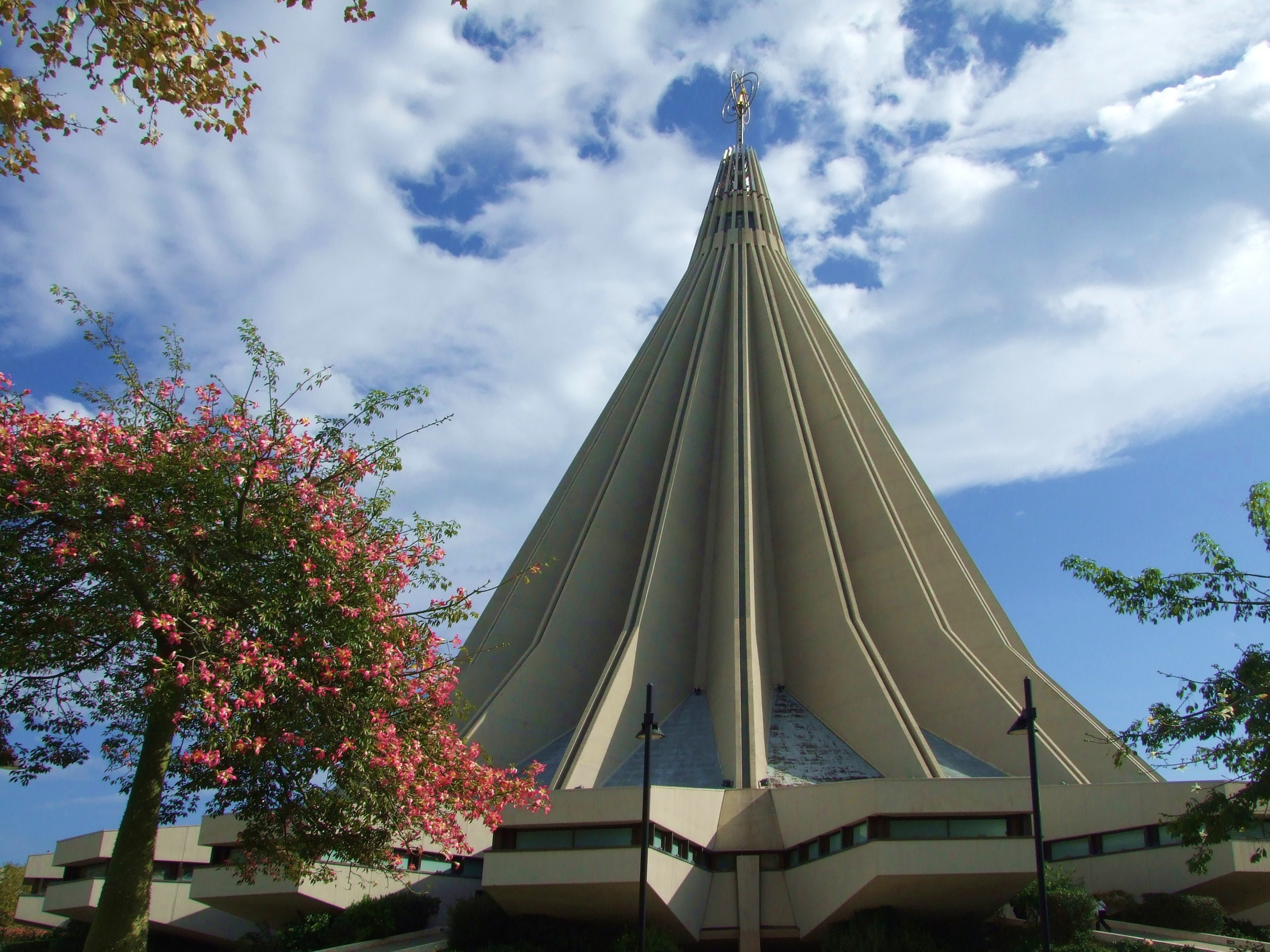
Basilique-sanctuaire de Syracuse.
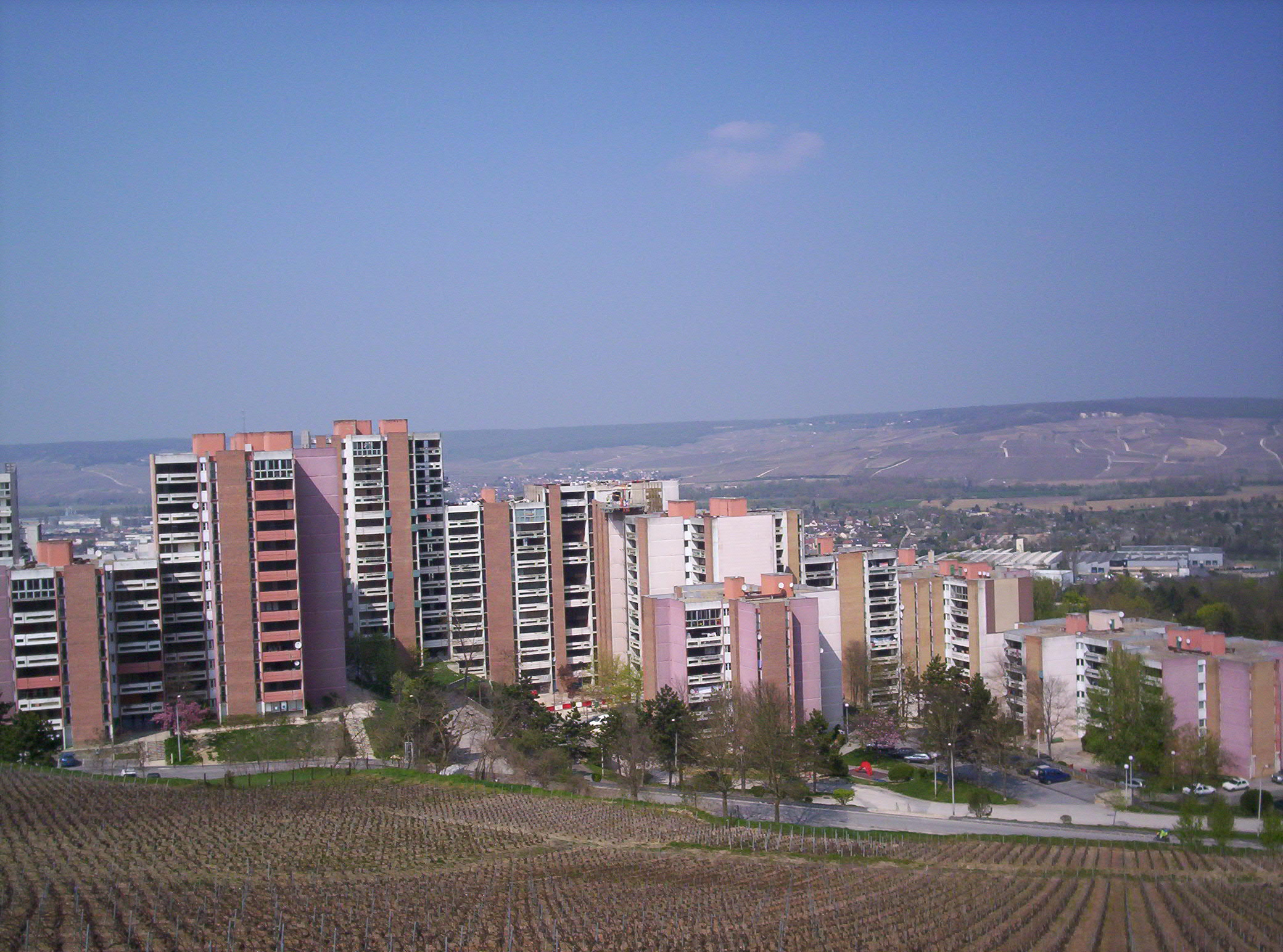
ZUP de Bernon à Épernay.
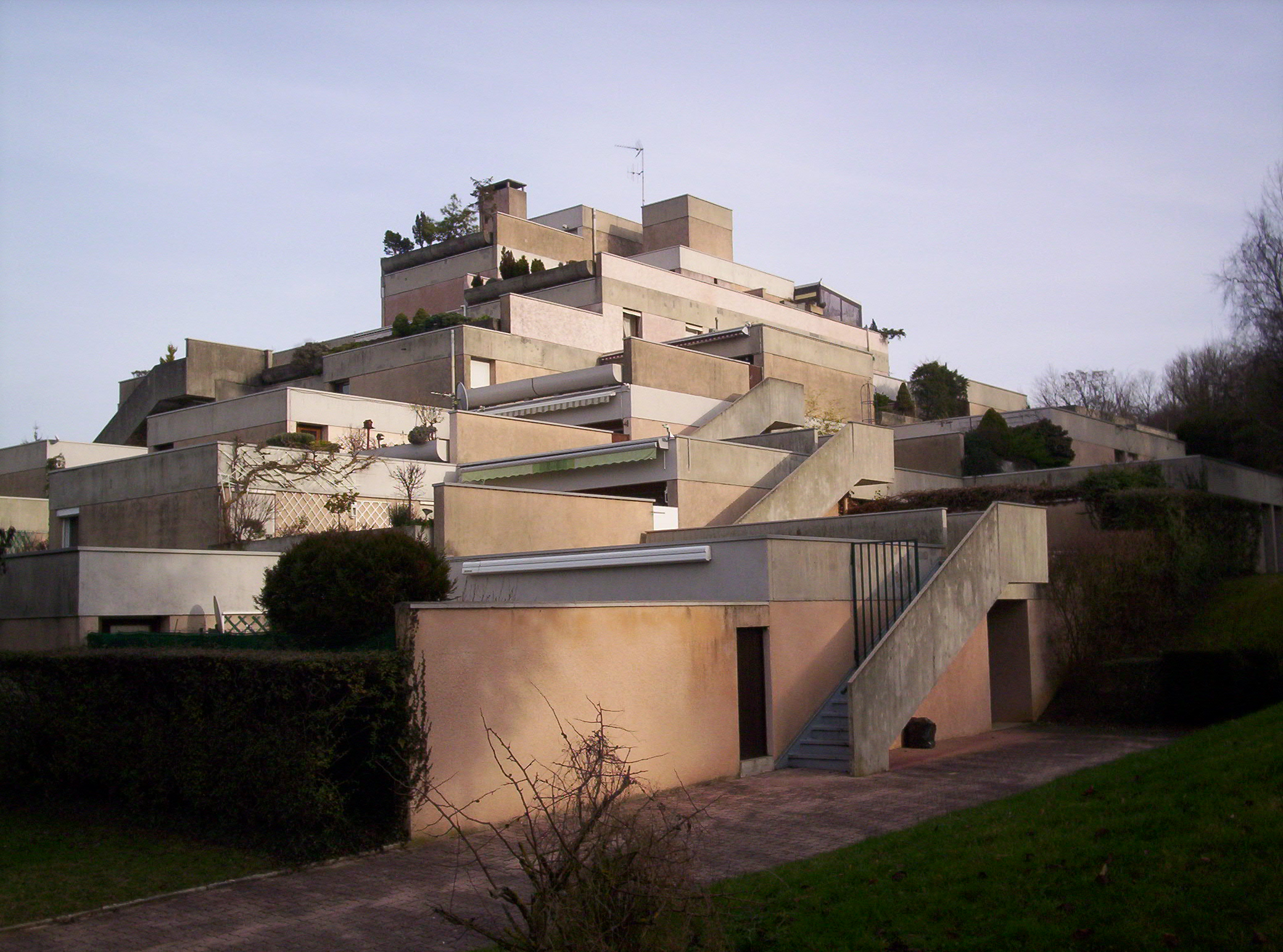
Immeubles « Les Pyramides » à Épernay.
Vue du centre Tolbiac depuis l'avenue Edison.
Tour Totem, Front-de-Seine.

## Prix
- 1985 : Grand prix national de l'architecture